# یواس‌ان‌اس بودویتچ (تی-ای‌جی‌اس-۶۲)
یواس‌ان‌اس بودویتچ (تی-ای‌جی‌اس-۶۲) (به انگلیسی: USNS Bowditch (T-AGS-62)) یک کشتی است که طول آن ۳۲۹ فوت (۱۰۰ متر) می‌باشد. این کشتی در سال ۱۹۹۴ ساخته شد.